# Sardis (Tennessee)
Pour les articles homonymes, voir Sardis.
La ville de Sardis est située dans le comté de Henderson, dans l’État du Tennessee, aux États-Unis. Lors du recensement de 2010, sa population s’élevait à 381 habitants, estimée à 371 habitants en 2016.